# Moshi (MC)
Moshi (MC) (Moshi Municipal, auch Moshi Mjini genannt) ist ein Distrikt in der Region Kilimandscharo im Nordosten von Tansania. Er grenzt im Westen an den Distrikt Hai und ist sonst vom Distrikt Moshi DC umschlossen.

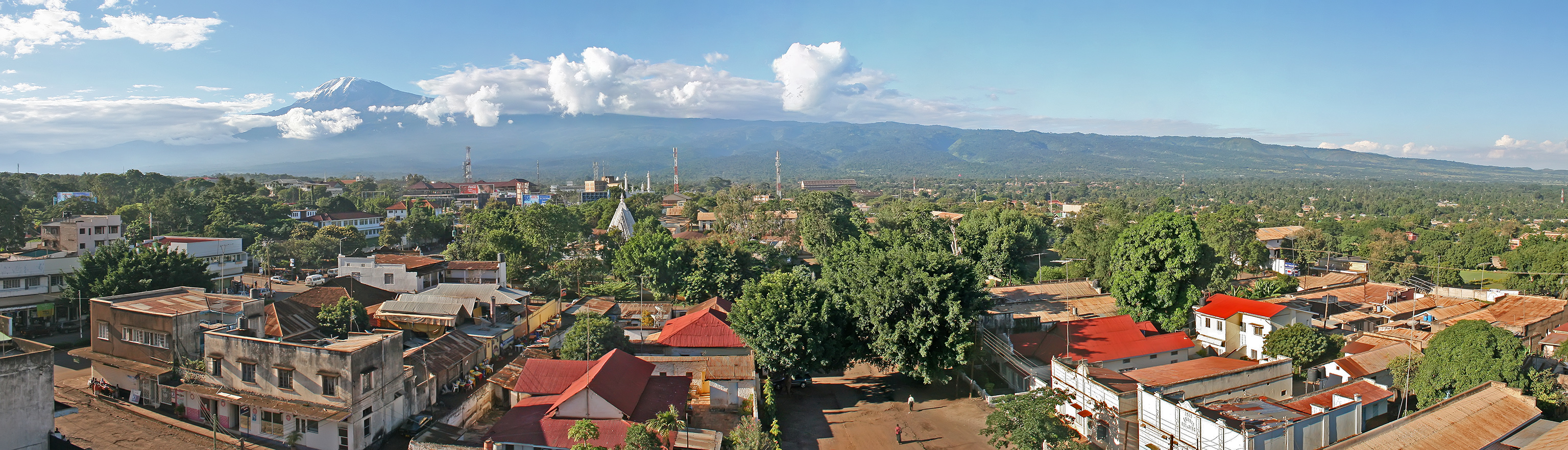
Panorama von Moshi Stadt vor dem Kilimandscharo

## Geographie
Der Distrikt hat eine Fläche von 58 Quadratkilometern und 221.733 Einwohner (Volkszählung 2022). Er liegt auf dem fruchtbaren südlichen Hang des Kilimandscharo in einer Seehöhe von 700 Meter im Süden bis 950 Meter im Norden.
Das Klima in Moshi (MC) ist tropisch. Von einer kurzen trockenen Zeit zwischen Juni und September abgesehen, gibt es in allen Monaten signifikante Niederschläge. Im Jahresdurchschnitt regnet es 2389 Millimeter. Die Durchschnittstemperatur liegt zwischen 19,5 Grad Celsius im Juli und 24,4 Grad im Februar.

## Geschichte
Moshi erhielt 1956 den Status eines Town Council und wurde 1988 zum Municipal Council ernannt.

## Verwaltungsgliederung
Der Wahlkreis von Moshi (MC) heißt Moshi Mjini und ist in 21 Gemeinden (Kata) gegliedert:
- Bondeni
- Bomambuzi
- Kilimandscharo
- Korongoni
- Kiusa
- Kaloleni
- Kiboriloni
- Karanga
- Longuo B
- Mji Mpya
- Majengo
- Mawenzi
- Msaranga
- Miembeni
- Mfumuni
- Njoro
- Ng'ambo
- Pasua
- Rau
- Shirimatunda
- Soweto

## Bevölkerung
| Im Jahr 1948 lebten 8.048 Menschen in Moshi. Bis 1957 stieg diese Zahl auf 13.762, um sich bis 1969 auf 26.969 und 52.223 im Jahr 1978 jeweils beinahe zu verdoppeln. 1988 lag die Einwohnerzahl bei 97.838, die Volkszählung 2002 ergab 143.799 Einwohner, die Zählung zehn Jahre später 184.292. Für 2016 wurden 197.659 Menschen geschätzt. Bei der Volkszählung 2022 lebten 221.733 Menschen in Moshi (MC). Zusätzlich pendeln noch 80.000 bis 85.000 Menschen täglich zur Arbeit nach Moshi. Ursprünglich lebten im Distrikt hauptsächlich Chagga und Pare als indigene Ethnien. In der Zwischenzeit wohnen Menschen von allen Teilen Tansanias und auch viele Ausländer in Moshi. | Die zur Anzeige dieser Grafik verwendete Erweiterung wurde dauerhaft deaktiviert. Wir arbeiten aktuell daran, diese und weitere betroffene Grafiken auf ein neues Format umzustellen. (Mehr dazu) |

## Einrichtungen und Dienstleistungen

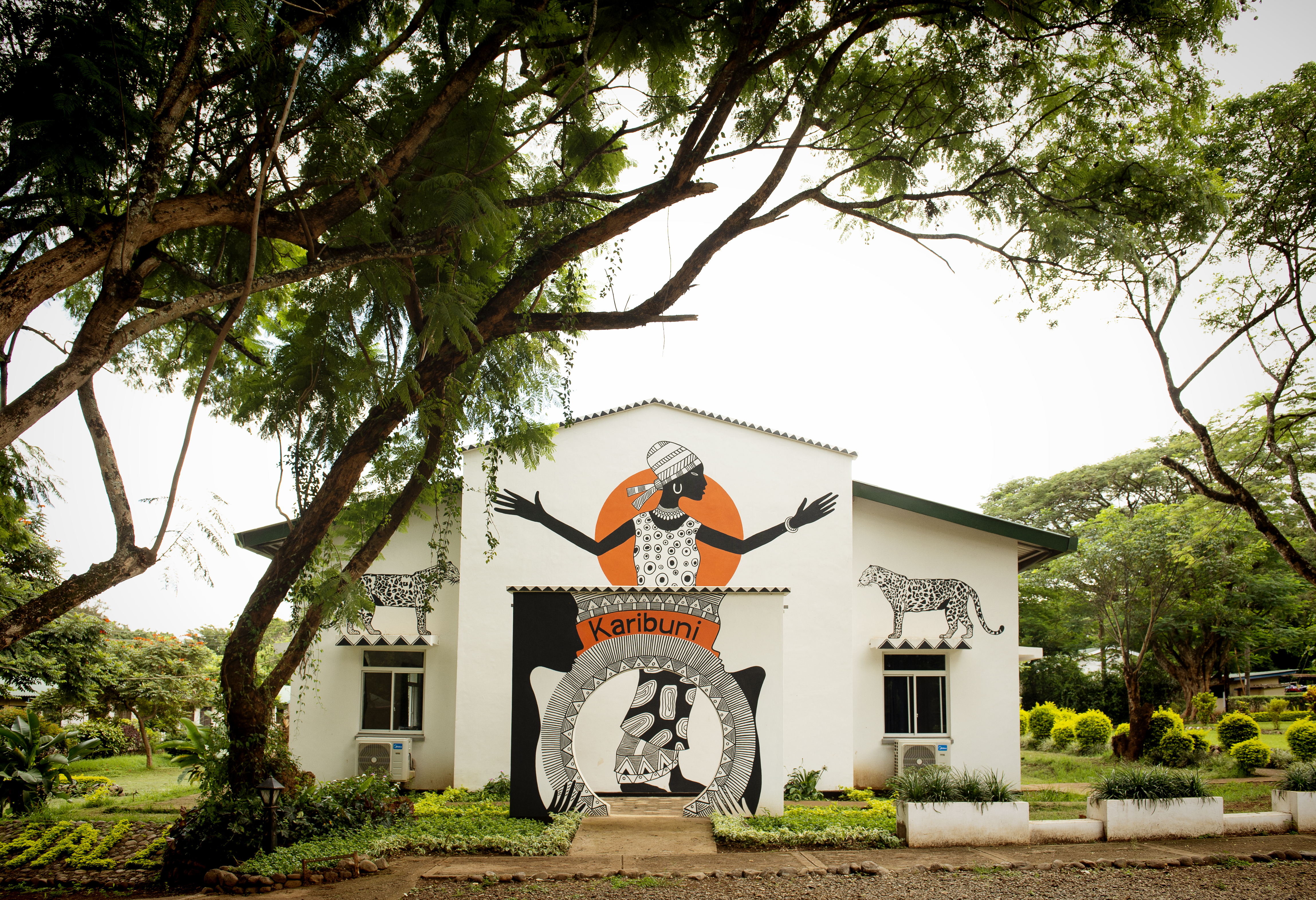
Rafiki Hall am Moshi Campus

- Bildung: Im Distrikt befinden sich 50 Grundschulen, von denen 35 öffentlich sind und 15 privat geführt werden. Im Jahr 2017 wurden rund 25.000 Schüler dieser Schulen von 89 männlichen und 550 weiblichen Lehrkräften unterrichtet. Von 25 weiterführenden Schulen waren 14 staatlich und 11 privat, 2017 traten 3.077 Schüler in die erste Klasse einer weiterführenden Schule ein.[6]
- Gesundheit: Für die medizinische Betreuung der Bevölkerung stehen 4 Krankenhäuser, 11 Gesundheitszentren und 34 Apotheken zur Verfügung.[7]
- Wasser: Die Bewohner werden zu 99 Prozent mit sauberem Wasser versorgt.[8]

## Wirtschaft und Infrastruktur
- Handel und Gastronomie: Mehr als die Hälfte der Bevölkerung lebt von Dienstleistungen in Handel und Gastgewerbe.[9]
- Industrie: Es gibt Industriebetriebe aller Größen. Die meisten davon liegen in den Bezirken Njoro, Bondeni, Karanga, Rau, Pasua, Korongoni und Kaloleni.[10]
- Landwirtschaft: Etwa 16 Prozent der Bevölkerung leben von der Landwirtschaft. Dies wird vor allem in den Randgemeinden betrieben.[11]
- Tourismus: Moshi ist Ausgangspunkt für mehrere Touristen-Attraktionen in der Umgebung: Amboni-Höhlen, Usambara- und Pare-Gebirge, Mkomazi-Nationalpark im Osten und Kilimandscharo-, Arusha-Nationalpark und Mount Meru im Norden.[12]
- Eisenbahn: Im Jahr 2019 wurde die Usambarabahn wieder eröffnet. Sie verbindet Arusha über Moshi mit der Hafenstadt Tanga.[13]
- Straße: Durch Moshi verläuft die asphaltierte Nationalstraße, die Tanga mit Arusha verbindet.[14]

## Sehenswürdigkeiten
- Kirche in Kilema: Die zweitälteste römisch-katholische Kirche von Tansania wurde in den Jahren 1890 bis 1895 in Kilema erbaut.[15]